# Fluatierung
Fluatierung ist die Neutralisation und Härtung alkalischer Untergründe durch Auftragen eines Fluats, eines Salzes der Hexafluoridokieselsäure (Fluoridosilicate).
Fluatierung ist ein Begriff aus dem Baugewerbe. Fluatiert werden häufig Neuputzstellen bei Putzausbesserungen im Rahmen von Renovierungen, um deren hohe Alkalität zu reduzieren und den älteren Putzflächen anzugleichen sowie Ausblühungen und Verseifungsschäden zu vermeiden. Fluatiert wird auch beim Vorhandensein von Sinterhaut auf Beton oder bei geringem Saugvermögen eines mineralischen Untergrundes, um die Haftung nachfolgender Beschichtungen durch Anätzen zu verbessern. Zu beachten ist, dass fluatierte Stellen vor dem Weiterarbeiten gründlich mit Wasser nachgewaschen werden müssen, um evtl. nicht umgesetzte Fluatanteile zu entfernen.
Polierte Naturwerksteine (wie z. B. Boden- und Treppenbeläge) werden zur Intensivierung des Glanzes und der Färbung fluatiert und abschließend mit Polierfilzen bearbeitet. Fluatierung von Naturstein ist nur in Innenräumen zu empfehlen. Außen können sich Sperrflächen bilden, die zu schalenförmigen Abplatzungen führen können.